# Raul Cerqueira de Rezende
Raul Cerqueira de Rezende mais conhecido simplesmente por Raul (Rio de Janeiro, 30 de janeiro de 1958), é um ex-jogador de futebol de salão brasileiro que jogava na posição de Fixo.
Fez parte da da Seleção Brasileira de Futebol de Salão e da Seleção Brasileira de Futsal, sendo duas vezes campeão mundial - uma em 1985 com as regras do Futebol de Salão FIFUSA, e a outra em 1989 já com a alcunha da FIFA e com as regras atuais do Futsal.
Somente ele e o pivô Carlos Alberto foram campeões mundiais tanto do Futebol de Salão da FIFUSA quanto do Futsal da FIFA.
Ainda fez parte do elenco vice-campeão do Campeonato Mundial de Futebol de Salão de 1988